# Nicholovos Matti Abd Alahad
Nicholovos Matti Abd Alahad (ur. 6 kwietnia 1970 w Al-Malikijja) – duchowny Syryjskiego Kościoła Ortodoksyjnego, od 2015 biskup Hiszpanii. Sakrę otrzymał 17 kwietnia 2005 roku. 19 kwietnia 2015, w Madrycie, wspólnie z katolickimi hierarchami - patriarchą Ignacym Józefem III i biskupem Yousifem Thomasem Mirkisem koncelebrował Boską Liturgię.